# Октябрьский (Тюкалинский район)
Октябрьский — посёлок в Тюкалинском районе Омской области. Административный центр и единственный населенный пункт Октябрьского сельского поселения.

## История
В 1964 г. Указом Президиума ВС РСФСР поселок центральной усадьбы Тюкалинского совхоза переименован в Октябрьский.

## Население
| 2010  | 2011  | 2012  | 2013  | 2014  | 2015  | 2016  |
| ----- | ----- | ----- | ----- | ----- | ----- | ----- |
| 1193  | ↘1189 | ↗1199 | ↗1218 | ↗1223 | ↘1204 | ↘1200 |
| 2017  | 2018  | 2019  | 2020  | 2021  | 2023  |       |
| ↘1191 | ↘1183 | ↘1174 | ↘1138 | ↘1089 | ↘1065 |       |